# Университет гамбургерологии
Университет гамбургерологии (англ. Hamburger University) — образовательное учреждение, которое является первым корпоративным университетом предприятия общественного питания в мире, открытое корпорацией McDonald’s в 1961 году в Оук-Бруке, с 2018 года Университет гамбургерологии располагается в Чикаго, штат Иллинойс, США.
Всего в мире действует 8 Университетов гамбургерологии: Чикаго (США), Лондон (Великобритания), Сан-Паулу (Бразилия), Шанхай (Китай), Токио (Япония), Мюнхен (Германия), Сидней (Австралия), Москва (Россия).

## История
С 1961 года в Университете Гамбургерологии были подготовлены более 360 000 директоров и управляющих предприятий общественного питания и ресторанного бизнеса, а также менеджеров среднего звена.  
Программы Университета Гамбургерологии универсальны и признаются в McDonald’s любой страны мира. Кроме того, в Великобритании и США образовательные программы Университета Гамбургерологии признаются как высшие и средние учебные заведения, на основании которых можно получить ученую степень.

## Кампус
В 2016 году корпорация McDonald's объявила, что переносит свою штаб-квартиру, включая Университет гамбургерологии, из своего давнего дома в Оук-Бруке в недавно построенный комплекс на территории, в котором ранее размещалась студия Harpo Productions Опры Уинфри в Чикаго.
До 2018 года Университет гамбургерологии располагался в кампусе площадью 80 акров (32 га) в Оук-Бруке, штат Иллинойс.

## Университет гамбургерологии в России

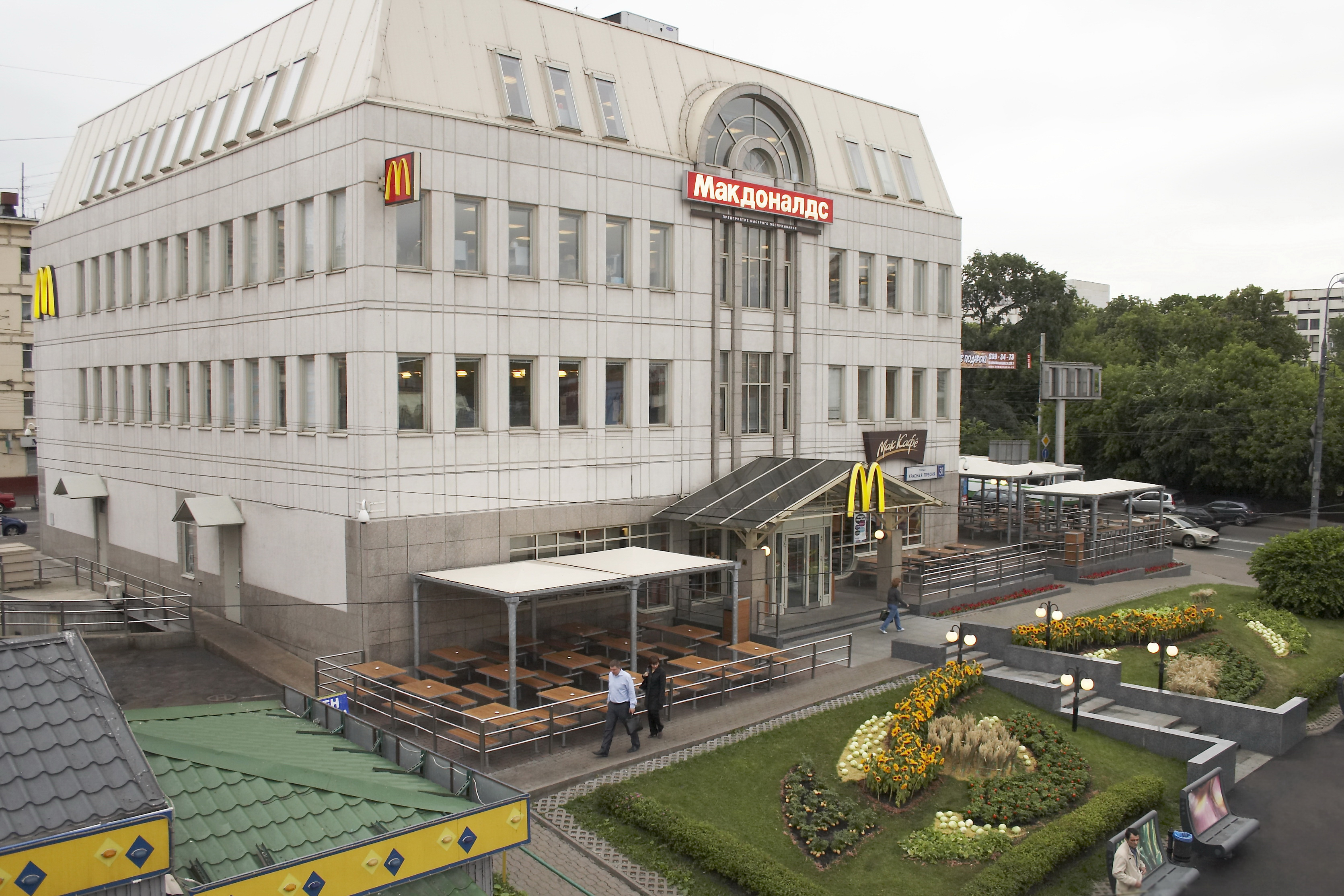
Университет Гамбургерологии в России.

Первый Университет гамбургерологии в Восточной Европе и 8-й в мире открылся в 2019 году 15 мая в Москве на базе Центра обучения и развития «Макдоналдс» в России.

## В популярной культуре
Университет гамбургерологии был спародирован в комедии 1986 года Hamburger: The Motion Picture. То же самое было сделано и самим McDonalds в рекламе с Рональдом Макдональдом, в которой несколько анимационных гамбургеров были показаны после окончания школы.